# 門馬晋
 門馬 晋（もんま すすみ、1930年8月8日 - 2002年11月30日）は、日本のジャーナリスト。福島県出身。

## 経歴
- 1953年に慶應義塾大学文学部を卒業後、読売新聞社に入社。静岡支局、社会部次長、婦人部（現・生活情報部）長、社会部長を歴任。この間に長期連載の企画記事（共同執筆）である「日本の医療」「物価戦争」でそれぞれ日本新聞協会賞を受賞。「日本の医療」では、代表として授賞式に招かれる。1989年に論説委員、多摩大学教授に就任。1980年11月から90年8月まで朝刊一面コラム「編集手帳」を約10年間にわたり執筆。

## 著書
- 疑獄百年史（読売新聞社・松本清張編：戦後疑獄の展開の頁執筆 ）
- 物価戦争（筑摩書房・共同執筆）
- 日本語の現場（読売新聞社・共同執筆）
- 年金社会（講談社・共同執筆）
- 「編集手帳」抄―時代のプリズム 1980~1990（読売新聞社）